# Leandro Konder
Leandro Augusto Marques Coelho Konder ORB (Petrópolis, 3 de janeiro de 1936 — 12 de novembro de 2014) foi um filósofo marxista brasileiro.

## Biografia
Primogênito de Valério Konder e Ione Marques Coelho. Tinha um irmão mais novo, o jornalista Rodolfo Konder  (1938 - 2014), e uma irmã mais nova, Luíza Eugenia Konder. Teve dois filhos e dois netos. Com 15 anos entrou no Partido Comunista Brasileiro (PCB) onde exerceu sua militância por mais de 30 anos.
Formou-se em direito pela Universidade Federal do Rio de Janeiro. Em 1984, obteve o título de doutor em filosofia pela UFRJ. Atuou como advogado criminalista e, depois, trabalhista, até ser demitido dos sindicatos em que trabalhava, em função do golpe militar de 1964. Foi professor da Universidade Federal Fluminense e da Pontifícia Universidade Católica do Rio de Janeiro. Atuante escritor, foi autor de inúmeras obras em diversas áreas do conhecimento, como filosofia, sociologia, história e educação.
Em 1972, forçado a sair do Brasil, foi para a Alemanha, onde trabalhou na Universidade de Bonn, e para a França. Retornou ao país em 1978 e, de 1984 a 1997, foi professor no Departamento de História da UFF. A partir de 1985, lecionou no Departamento de Educação da Pontifícia Universidade Católica do Rio de Janeiro (PUC-RJ). A partir dos anos 1960, foi um dos principais divulgadores do marxismo no Brasil, tendo especial papel na introdução da obra de Lukács no país.
Tem 26 livros publicados e os que mais se destacam são A derrota da dialética, Flora Tristan – Uma vida de mulher, uma paixão socialista, Walter Benjamin – O marxismo da melancolia, Fourier – O socialismo do prazer – Vida e obra, O que é dialética e O futuro da filosofia da práxis.[carece de fontes?] Publicou também os romances A morte de Rimbaud e Bartolomeu.
Em 2008, publicou Memórias de um intelectual comunista (Rio de Janeiro: Civilização Brasileira, 264 pp.)
Desde 2005, coordenava a coleção Marxismo e Literatura, da editora Boitempo.
Ele faleceu em 12 de novembro de 2014, aos 78 anos.

## Livros publicados
- A Cidade de Cada Um. Rio de Janeiro, Civilização Brasileira, 1963. (Coletânea com o conto: Um Ordálio Carioca)
- Marxismo e alienação. Rio de Janeiro, Civilização Brasileira, 1965.
- Kafka: vida e obra. José Álvaro, 1966.
- Os Marxistas e a Arte. Rio de Janeiro, Civilização Brasileira, 1967.
- Marx: vida e obra. São Paulo, Paz e Terra, 1968.
- Introdução ao Fascismo (Série Teoria e Realidade). Rio de Janeiro, Edições graal, 1977.
- A democracia e os comunistas no Brasil. 1980.
- O que é dialética (Coleção Primeiros Passos). São Paulo, Brasiliense, 1981.
- Barão de Itararé. São Paulo, Brasiliense, 1983.
- O marxismo na batalha das ideias. Rio de Janeiro, Nova Fronteira, 1984.
- Walter Benjamin: O Marxismo da Melancolia. Rio de Janeiro, Campus, 1988.
- A derrota da dialética. Rio de Janeiro, Campus, 1988.
- Intelectuais brasileiros & marxismo. Belo Horizonte, Oficina de Livros, 1991.
- Hegel: A razão quase enlouquecida. Rio de Janeiro, Campus, 1991.
- O futuro da filosofia da práxis: o pensamento de Marx no século XXI. São Paulo, Paz e Terra, 1992.
- Flora Tristan: uma vida de mulher, uma paixão socialista. Rio de Janeiro, Relume Dumará, 1994.
- Bartolomeu. Rio de Janeiro, Relume Dumará, 1995.
- Fourier, o socialismo do prazer. Rio de Janeiro, Civilização Brasileira, 1998.
- A morte de Rimbaud. São Paulo, Companhia das Letras, 2000.
- Os sofrimentos do "homem burguês" (Coleção Livre Pensar). São Paulo, Senac, 2000.
- A questão da ideologia. São Paulo, Companhia das Letras, 2002.
- Histórias das ideias socialistas no Brasil. São Paulo, Expressão Popular, 2003.
- As artes da palavra: elementos para uma poética marxista. São Paulo, Boitempo, 2005.
- Filosofia e educação: de Socrates a Habermas (Coleção Fundamentos da Educação). Rio de Janeiro, Forma e Ação, 2006.
- Sobre o amor. São Paulo, Boitempo, 2007.
- Memórias de um intelectual comunista. Rio de Janeiro, Civilização Brasileira, 2008.
- Em torno de Marx. São Paulo, Boitempo, 2010.